# ブリテン諸島
ブリテン諸島（ブリテンしょとう、英: British Isles）は、ヨーロッパ大陸の北西沖の大西洋上に浮かぶ諸島。グレートブリテン島とアイルランド島の2つの大きな島と、その周囲の大小の島々から成る。イギリス諸島とも呼ばれる。
この諸島の名前は2000年間にもわたって使用されており、ローマの博物学者大プリニウスは「それ自体をアルビオンとよび、その周辺の島々は簡潔に Britanniae (ブリタニエ） とよばれている」と記述している。

## 主な島々
これら6000を越える島々の総面積は315,134 km2であり、主な島や島群には以下がある。
- グレートブリテン島
- アイルランド島
- マン島（グレートブリテン島とアイルランド島の間のアイリッシュ海北寄り）
- ワイト島（グレートブリテン島南側、英仏海峡内）
- シリー諸島（グレートブリテン島南西のコンウォール半島の沖、ケルト海上）
- オークニー諸島（スコットランド北側、北大西洋上）
- シェトランド諸島（オークニー諸島の北側）
- フェア島（オークニー諸島とシェトランド諸島の間）
- ヘブリディーズ諸島（スコットランド北西側、北大西洋上）
- アングルシー島（ウェールズの北側、アイリッシュ海中央）
- ホリー島（アングルシー島西側）
- アラン諸島（アイルランド島西側）
- ランディ島（ウェールズとコーンウォール半島に挟まれたブリストル海峡内）
- チャンネル諸島（フランスのコタンタン半島（別名ノルマンディー半島）西側、英仏海峡内）

## ブリテン諸島の名称の由来
古来、島の外からは "Brit-" または "Prit-" で始まる様々なよび方がされ、島の住民は大洋の島という意味の oceani insulae または島々を意味する insularum と呼んでいた。英語が使われるようになってから British Isles と呼ばれるようになった。

### 古代の地理学者
古代のブリテン諸島の住人は紀元前5世紀に進入してきた Bruthin または Priteni と称するケルト人であった。古代の地理学者達は住民の集団の名をとりラテン語（例：Bretannae）やギリシャ語（例：Βρηττανων）のような自分達の言語に直し島々を呼んだ。
ストラボンの『地理誌』第4巻ではブリテン島を Prettanikee と綴り、Prettans または Brettans と島々を呼んだ。例えば地理2.1.18, "...οι νοτιωτατοι των Βρηττανων βορηιοτηροι τουτον ηισιν".（Brettans南部のほとんどがこれよりさらに北にある）。これは紀元10年ごろに書かれたものであるが、現存する最古の写本は6世紀のものである。
大プリニウスはラテン語によるこの島々への術語を紀元70年ごろ『博物誌』4.102節で用いた。Albion ipsi nomen fuit, cum Britanniae vocarentur omnes de quibus mox paulo dicemus.（『島々全体』は Britannias と呼ばれる時、アルビオン（Albion）はその名である。）次の4.103節ではグレートブリテン、アイルランドおよびその他の小さな島々といったBritanniasを構成する島々を列挙している。
プトレマイオスはアイルランド (Hibernia) はBritanniaという島々のグループに属するとし、幾分詳しい。プトレマイオスの地理学第2巻1章はヒベルニア、ブリタンニアの島と題が付けられた。

### 原住民の典拠
地理に関する早期の現存する考察はほぼ古代の言語に限られている。歴史上の地理学者による英語の "British Isles" は宗教改革以降にのみ見られる。
原住民によるこの島々への最古の集合的な用語の出典は、6世紀のアイルランドの僧侶聖コルンバによるブリテンの人々への伝道活動を記した『聖コルンバ伝』である。これは7世紀末にアイオナ島にかなりの数のピクト人およびイングランド人の僧侶と共に住んでいたアイルランドの僧侶アドムナンにより書かれ、当時ブリテン諸島全体の権威と考えられていた。この作品ではこの諸島は「大洋の島々」の意の oceani insulae と呼ばれ、使用は控えめだった。
他の原住民の典拠は8世紀に書かれたベダの Historia ecclesiastica gentis Anglorum にある。そこでは「島々」を意味する insularum が使われていた。
それらの語は宗教改革後の英語の用法には入らなかった。最初の引用の "British Isles" が1621年、権威あるオックスフォード英語辞典に加えられた。

### ルネッサンスの地図製作者
大陸のゲラルドゥス・メルカトル（1512年）、バルタザール・モレトゥス（1624年）、ジョヴァンニ・マジーニ（1596年）、アブラハム・オルテリウス（1570年）、ゼバスティアン・ミュンスター（1550年）が "British Isles" とした地図を制作した。オルテリウスはほとんどの地図で1570年にはイングランド、スコットランド、アイルランドは政治的に名目上は少なくとも分離していた見解をはっきりさせた："Angliae, Scotiae et Hiberniae, sive Britannicar. insularum descriptio"（イングランド、スコットランドおよびアイルランド、またはブリテン諸島の記述）、加えてこの時期の多くの地図ではコーンウォールが別の国として描かれており、特にメルカトルがそうであった。

## 現代の呼称問題

ブリテン諸島における用語のオイラー図

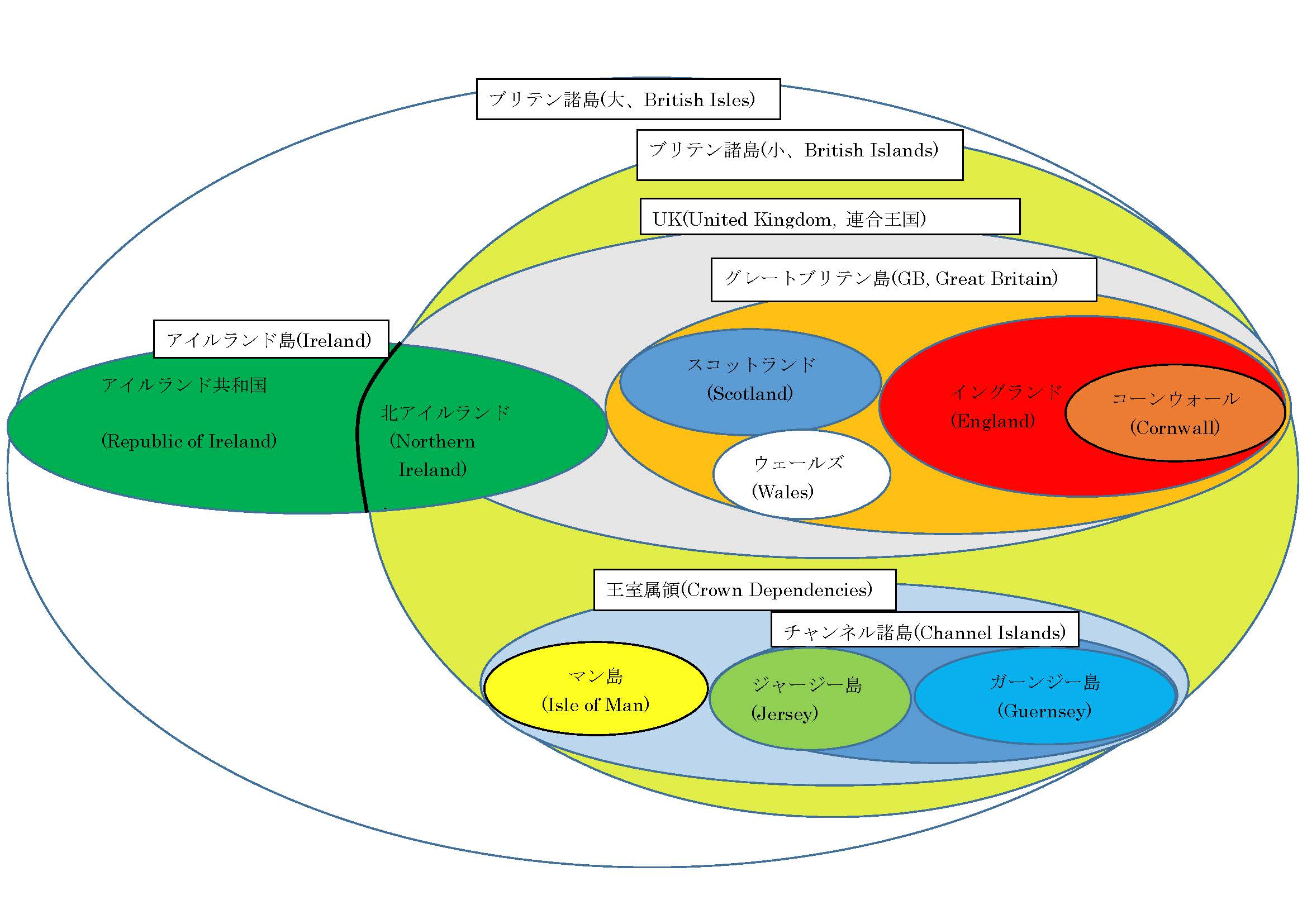
ブリテン諸島の呼称を模式化した図の日本語訳

政治的には、イギリス（グレートブリテン及び北アイルランド連合王国）とアイルランド共和国という2つの主権国家、チャネル諸島といわれるガーンジー島とジャージー島およびマン島の3つのイギリス王室直轄属領に分かれている。
このため、イギリスの主権に属さないアイルランド共和国やマン島などの人々や、北アイルランドのナショナリスト、スコットランド、ウェールズ、あるいはケルト系のコーンウォールの一部の人々も、「ブリテン諸島」という呼称に不快感を示すことがある。

## 法的な意義でのブリテン諸島

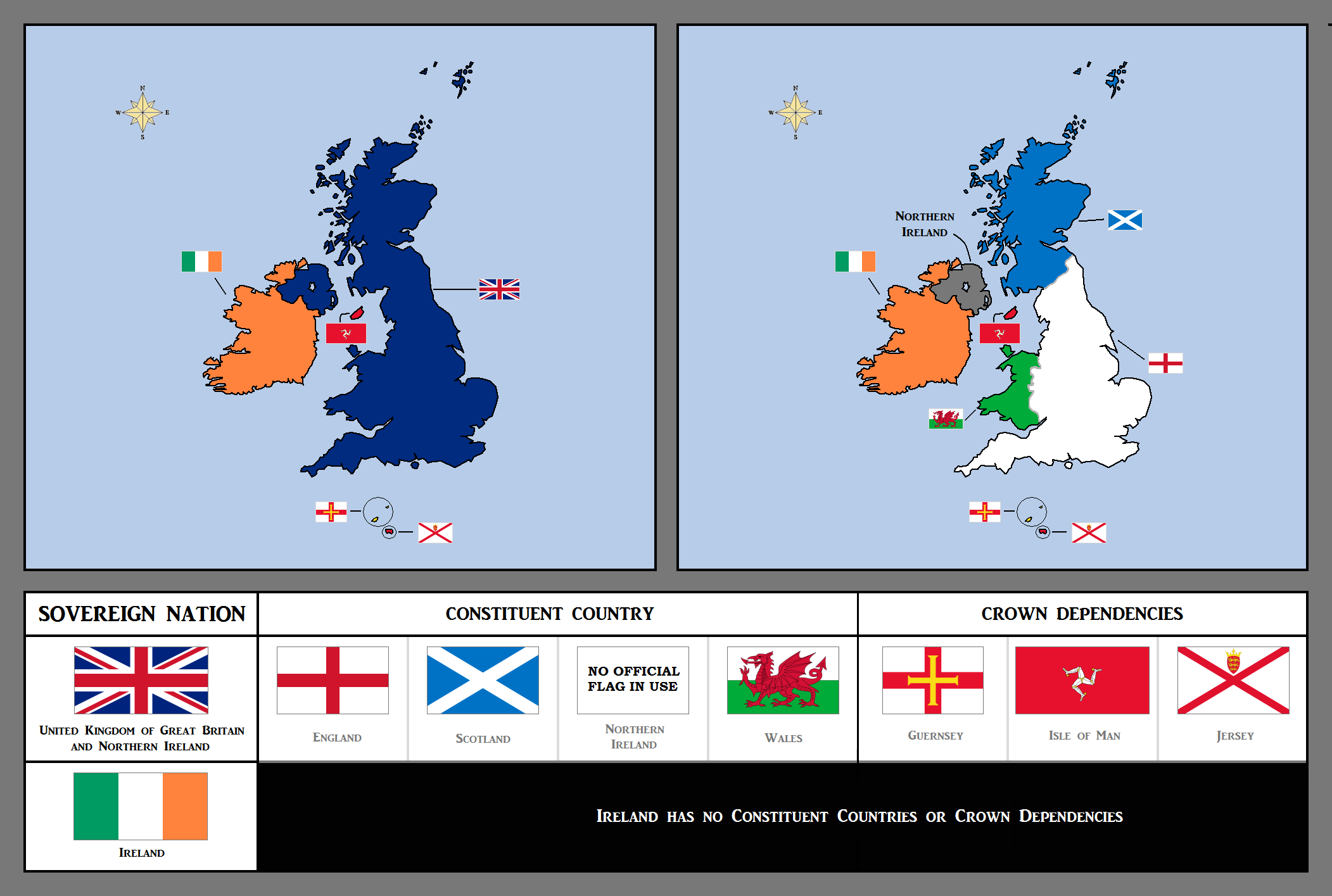
ブリテン諸島における主権国家およびその下位区分

以上に述べたのは地理的な概念としてのブリテン諸島 (British Isles) であるが、これに対して英国法上の概念としてのブリテン諸島 (British Islands) は以下のものを総称するものである。
- グレートブリテン及び北アイルランド連合王国
  - イングランドおよびウェールズ
  - スコットランド
  - 北アイルランド
- 王室属領
  - ジャージー代官管轄区
  - ガーンジー代官管轄区
  - マン島

以上から明らかなように、イギリスの海外領土は含まれず、また当然ながら隣国であるアイルランド共和国も含まれない。